# Берлін Микола Осипович
Микола Осипович Берлін (* 1886 — 19??) — український радянський діяч. Заступник наркома постачання УСРР (з 10 лютого 1931), заступник народного комісара внутрішньої торгівлі УСРР. Член Всеукраїнського Центрального Виконавчого Комітету (ВУЦВК).

## Життєпис
Навчався в Паризькому університеті, який не закінчив. Володів німецькою, французькою та українською мовами.
Член РСДРП (меншовиків) (1905—1907), інтернаціоналістів (1915-17), ВКП(б) з 1920 року.
На 1926 рік — завідувач Харківського комунального господарства.
Делегат X з'їзд КП(б)У та XII. У грудні 1933 року запропонував реалізувати партію нестерильних консервів, що залежались у Маріуполі. Рішенням Політбюро ЦК КП(б)У від 13 грудня 1933 року цю пропозицію було відхилено